# Arielle Dombasle
Arielle Dombasle (phát âm tiếng Pháp: [a.ʁjɛl.dɔ̃'bɑl]; sinh ngày 27 tháng 04 năm 1953) là một diễn viên, ca sĩ người Pháp.

## Danh mục phim
| Năm  | Tên phim                                          | Vai diễn                         | Ghi chú                                 |
| ---- | ------------------------------------------------- | -------------------------------- | --------------------------------------- |
| 1978 | Perceval le Gallois                               | Blanchefleur                     |                                         |
| 1979 | Tess                                              | Mercy Chant                      |                                         |
| 1979 | Je te tiens, tu me tiens par la barbichette       | Une actrice film publicitaire    | uncredited                              |
| 1980 | Justocoeur                                        |                                  |                                         |
| 1981 | Putain d'histoire d'amour                         | Antonella                        |                                         |
| 1981 | Les Fruits de la passion                          | Nathalie                         | érotique                                |
| 1981 | La Femme de l'aviateur                            |                                  | Singer ("Paris ma séduit")              |
| 1981 | Une robe noire pour un tueur                      | La jeune droguée à la moto       |                                         |
| 1982 | Le Beau mariage                                   | Clarisse                         |                                         |
| 1982 | Chassé-croisé                                     | Ermine                           | also Singer, Director, Writer, Composer |
| 1982 | Laissé inachevé à Tokyo                           | Sophie                           |                                         |
| 1983 | Sans soleil                                       | Herself                          |                                         |
| 1983 | Pauline à la plage                                | Marion                           |                                         |
| 1983 | La Belle captive                                  | La femme hystérique              |                                         |
| 1983 | Rosette sort le soir                              |                                  |                                         |
| 1983 | Un été nommé désir                                | Arielle                          |                                         |
| 1984 | Mode in France                                    | Herself                          |                                         |
| 1984 | Lace                                              | Maxine Pascal                    |                                         |
| 1984 | Rosette prend sa douche                           |                                  |                                         |
| 1984 | Penelope Last                                     |                                  |                                         |
| 1984 | Los Motivos de Berta: Fantasía de Pubertad        |                                  |                                         |
| 1985 | La Nuit porte-jarretelles                         | La secrétaire                    |                                         |
| 1985 | Lace II                                           | Maxine Pascal                    |                                         |
| 1986 | The Boss' Wife                                    | Louise Roalvang                  |                                         |
| 1986 | Flagrant désir                                    | Marguerite Barnac                |                                         |
| 1987 | Jeux d'artifices                                  | Arielle                          |                                         |
| 1988 | Les Pyramides bleues                              | Elise                            | Director, Writer                        |
| 1989 | El sueño del mono loco                            | Marion Derain                    |                                         |
| 1989 | Try This One for Size                             | Maggie                           |                                         |
| 1991 | Lola Zipper                                       | Loretta                          |                                         |
|      | Mémoires                                          |                                  |                                         |
| 1992 | La vie crevée                                     | Angèle                           |                                         |
| 1992 | Villa Mauresque                                   | Sandra                           |                                         |
| 1992 | Hors Saison                                       | Mme. Studer                      |                                         |
| 1993 | Grand bonheur                                     | L'actrice                        |                                         |
| 1993 | Miroslava                                         | Miroslava (adult)                |                                         |
| 1993 | L'Arbre, le maire et la médiathèque               | Bérénice Beaurivage              |                                         |
| 1993 | L'absence                                         |                                  |                                         |
| 1994 | Un indien dans la ville                           | Charlotte                        |                                         |
| 1994 | Fado majeur et mineur                             | Leda                             |                                         |
| 1995 | Raging Angels                                     | Megan                            |                                         |
| 1995 | Un bruit qui rend fou (The Blue Villa)            | Sarah La Blonde                  |                                         |
| 1995 | À propos de Nice, la suite                        |                                  |                                         |
| 1995 | Celestial Clockwork                               | Céleste                          | also Singer, Soundtrack                 |
| 1995 | Fado majeur et mineur                             | Leda                             |                                         |
| 1995 | Les Cent et une nuits                             | La chanteuse à la Garden-party   |                                         |
| 1996 | Three Lives and Only One Death                    | Helene                           |                                         |
| 1996 | Two Dads and One Mom                              | Delphine                         |                                         |
| 1996 | Soyons amis!                                      | Arielle                          |                                         |
| 1997 | Jeunesse                                          | Clémence                         | also Singer                             |
| 1997 | J'en suis!                                        | Rose Petipas                     |                                         |
| 1997 | Le Jour et la nuit                                | Laure                            | By her husband, Bernard-Henri Lévy      |
| 1998 | L'ennui                                           | Sophie                           |                                         |
| 1998 | Hors jeu                                          | Arielle Dombasle                 |                                         |
| 1998 | Let There Be Light                                | Dieu la blonde                   |                                         |
| 1998 | Bo Ba Bu                                          |                                  |                                         |
| 1999 | Les Infortunes de la beauté                       | Daphné                           |                                         |
| 1999 | C'est pas ma faute!                               | Vanessa Goudard                  |                                         |
| 1999 | Le Temps retrouvé                                 | Madame de Farcy                  |                                         |
| 1999 | Astérix et Obélix contre César                    | Mme Agecanonix / Frau Methusalix |                                         |
| 2000 | 30 Years                                          | Geneviève                        |                                         |
| 2000 | Amazon                                            | Margot                           |                                         |
| 2000 | Vatel                                             | Princess de Condé                | also Singer                             |
| 2000 | Le libertin                                       | La Marquise de Jerfeuil          |                                         |
| 2000 | Les Eléphants de la planète Mars                  |                                  |                                         |
| 2001 | Les âmes fortes                                   | Madame Numance                   |                                         |
| 2001 | Gamer                                             | Valérie Fisher                   |                                         |
| 2002 | Deux                                              | Professor Barbez                 |                                         |
| 2002 | Hideous Man                                       | Crying woman                     |                                         |
| 2003 | Lovely Rita, sainte patronne des cas désespérés   | Mademoiselle Lecas               |                                         |
| 2004 | Quand je serai star                               | Diane de Montalte                |                                         |
| 2004 | Genre humain - première partie: Les parisiens, Le | Sabine Duchemin                  |                                         |
| 2004 | Albert est méchant                                | Barbara Lechat                   |                                         |
| 2005 | Le Courage d'aimer                                | Sabine Duchemin                  |                                         |
| 2006 | Nouvelle chance                                   | Bettina                          |                                         |
| 2006 | C'est Gradiva qui vous appelle                    | Léïla / Gradia                   |                                         |
| 2008 | La Possibilité d'une île                          | Déléguée Mexicaine               | aka Possibility of an Island            |
| 2008 | Sagan                                             | Astrid                           |                                         |
| 2009 | King Shot                                         |                                  | in production                           |

## Truyền hình

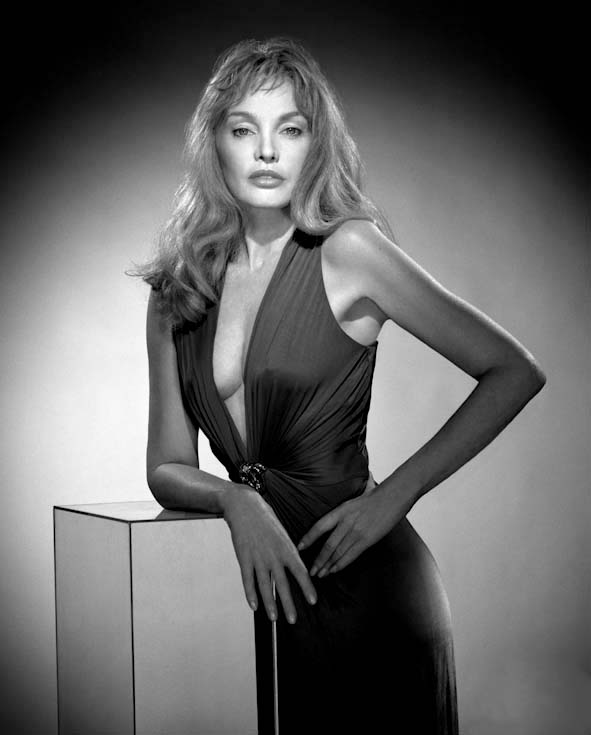
Arielle Dombasle

- X Femmes, Season 1, Episode 1. Director and actress.

## Đĩa nhạc

Claude Lelouch và Arielle Dombasle

- Cantate 78 (1978)
- Je te salue mari (1980)
- Nada más (1988) single
- Amour symphonique (1990)
- Liberta (2000)
- Odysseus (2000)
- Où Tu Veux (2007)
- Extra-terrestre (2009)
- Hasta siempre (2010)
- Porque te vas (2011)